# Hans Aabech
Hans Vilhelm Aabech (født 1. november 1948 i København, død 8. januar 2018), kaldet "Baronen", var en dansk fodboldspiller (angriber). Aabech var i 1970'erne et stort navn i dansk fodbold, der blev topscorer i 1. division (den daværende højeste række) to gange: 1973, hvor han med 28 mål var stærkt medvirkende til, at Hvidovre vandt sit andet danmarksmesterskab, samt i 1980, hvor han efter et udlandsophold i belgiske og hollandske klubber var vendt tilbage til Danmark og spillede for KB og scorede 19 mål. Han blev også kåret til Årets Fodboldspiller i Danmark i 1973.
Trods succesen i den danske liga blev det blot til tre A-landskampe for Danmark i 1973-74.
Hans søn Kim Aabech har ligeledes spillet på topplan i en række superligaklubber.

## Klubkarriere
Hans Åabech spillede i følgende klubber:
- Skovshoved IF (-1972)
- Hvidovre IF (1973-1974)
- Club Brugge (1974-1975)
- Twente Enschede (1975-1976)
- De Graafschap (1976-1977)
- KV Oostende (1977-1979)
- Hvidovre IF (1979)
- KB (1980-1982)
- Lyngby Boldklub (1983)
- HIK